# La Lanterne-et-les-Armonts
La Lanterne-et-les-Armonts è un comune francese di 189 abitanti situato nel dipartimento dell'Alta Saona nella regione della Borgogna-Franca Contea.

## Società

### Evoluzione demografica
Abitanti censiti